# Reg Parnell
Pour les articles homonymes, voir Parnell.

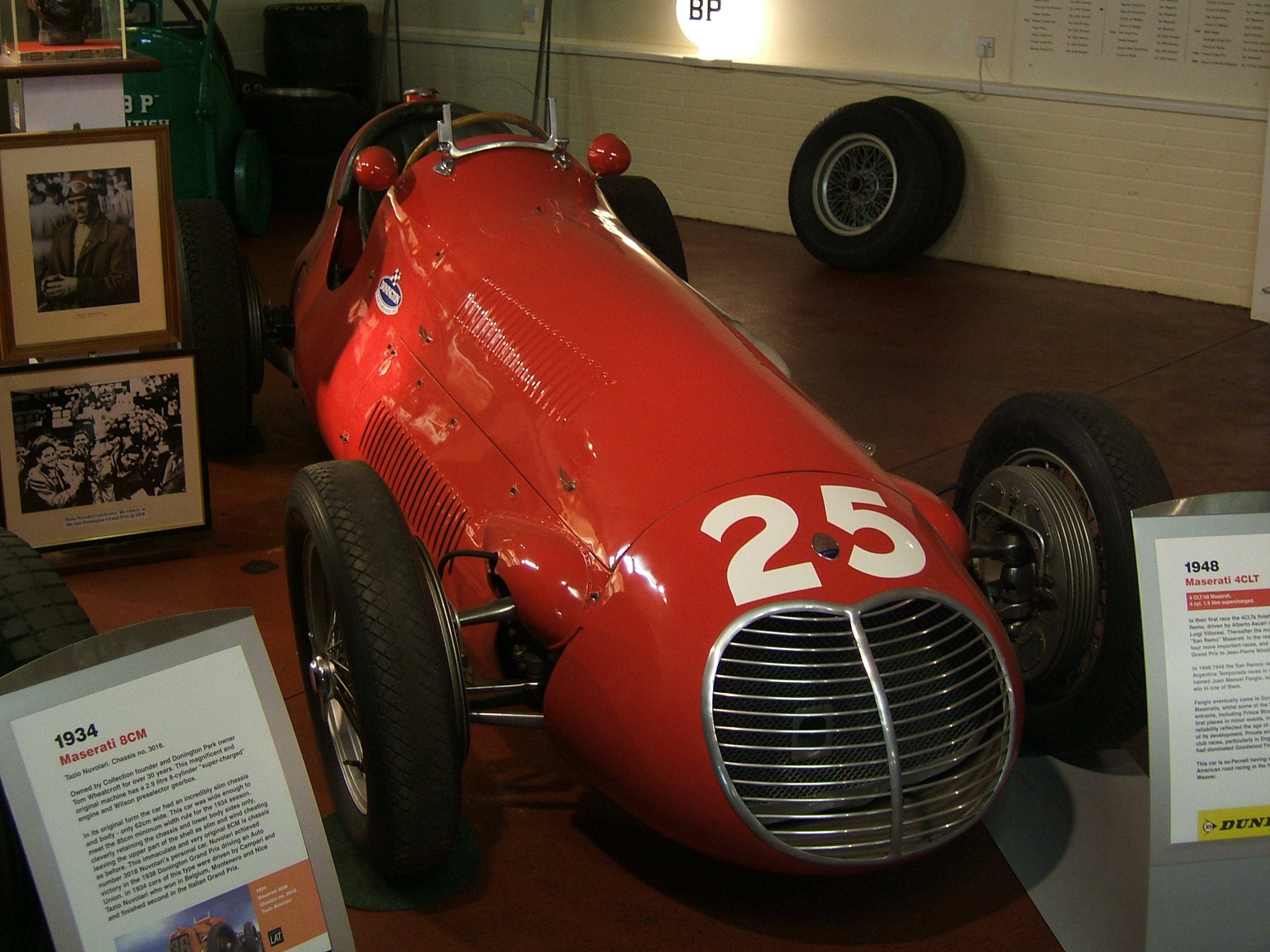
Une Maserati 4CLT "San Remo" de Parnell (Donington Collection museum).

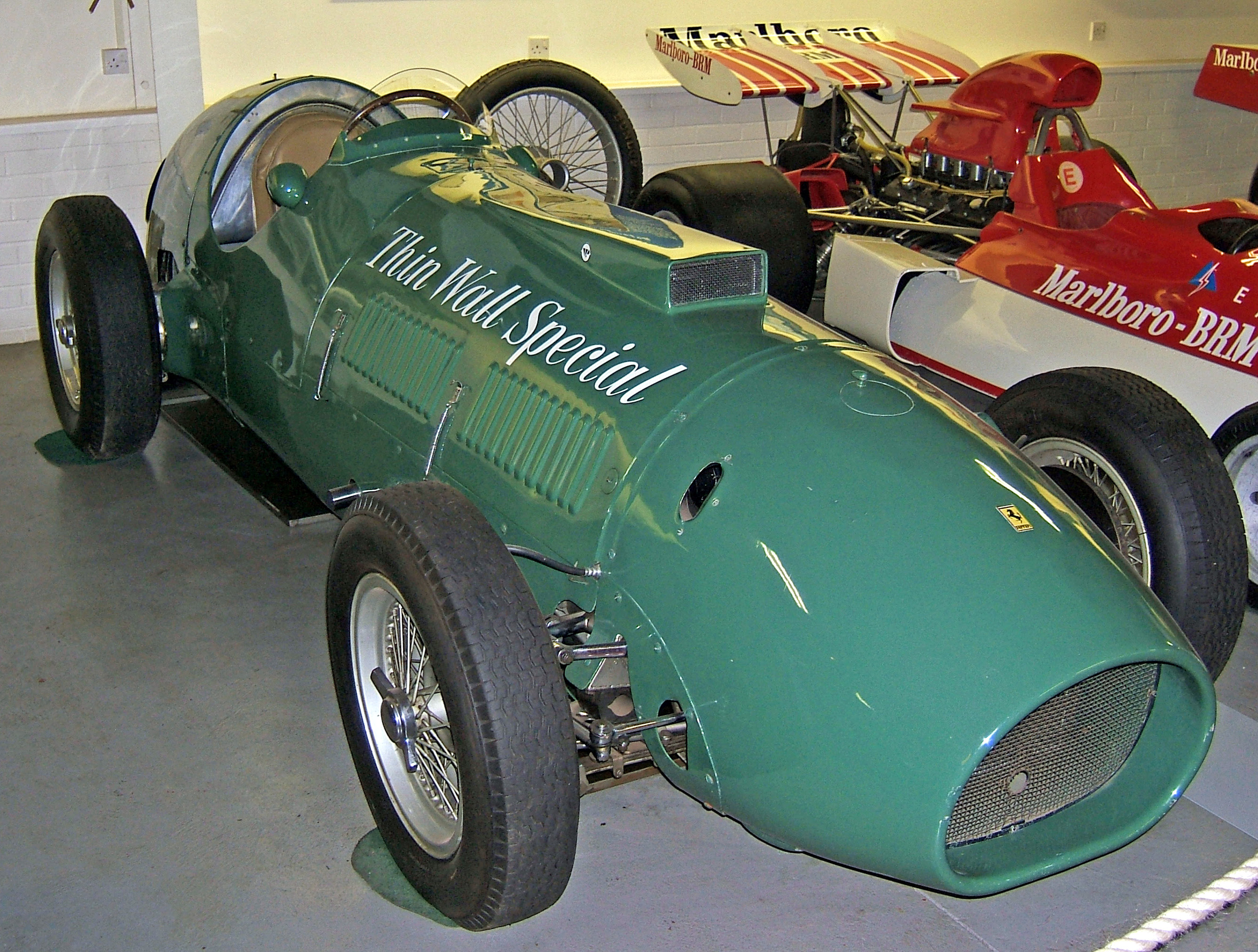
Une Ferrari 375 F1, utilisée par Parnell entre 1952 et 1954 (Donington Collection museum).

Reginald Harold Haslam Parnell, né le 2 juillet 1911 à Derby (Angleterre), décédé d'une péritonite le 7 janvier 1964 à Derby, est un ancien pilote automobile britannique qui a disputé le championnat du monde de Formule 1 de 1950 à 1952, puis en 1954. 
Il termine troisième du premier Grand Prix du championnat du monde, à Silverstone en 1950 sur une Alfa Romeo. En 1951, il pilote une Ferrari avec laquelle il inscrit cinq points, puis il participe encore deux fois à des Grands Prix de Grande-Bretagne. 

## Carrière de pilote
Avant la seconde guerre mondiale, Reg Parnell est un pilote automobile accompli qui a remporté plusieurs courses dans différentes disciplines au volant de nombreuses marques automobile, notamment de  Bugatti. Après guerre, il poursuit sa carrière en sport automobile avec succès, remportant des victoires avec Maserati et ERA. Il participe ensuite au premier championnat du Monde de Formule 1, en 1950. Parnell dispute quatre saisons de championnat du monde au sein de six écurie différentes et son meilleur résultat est un podium pour son  premier Grand Prix à Silverstone.

## Reg Parnell Racing
En 1961, les frères Paul, William et Fabian Samengo-Turner, dirigeant de la banque Yeoman Credit confient à Parnell la gestion du Yeoman Credit Racing Team. En 1961, l'écurie aligne deux Cooper T53 à moteur Coventry Climax pour John Surtees (qui inscrit quatre points) et Roy Salvadori qui inscrit deux points au championnat. En 1962, l'équipe rebaptisée Bowmaker-Yeoman Credit Racing Team poursuit avec les mêmes pilote mais remplace ses Coopers par des Lola Mk4, toujours propulsées par des moteurs Climax.  Salvadori connaît une saison cauchemardesque où il termine aucune course tandis que Surtees marque 19 points, signe la pole position du Grand Prix inaugural, monte à deux reprises sur le podium (en Grande-Bretagne et en Allemagne) et termine à la 4e place du championnat des pilotes.
À la fin de l'année 1962, Reg Parnell crée sa propre écurie de course, le Reg Parnell Racing. Alors que l'équipe en est aux premiers stades de développement, Parnell meurt d'une péritonite après une opération de l'appendicite au début de l'année 1964. Son fils Tim, également pilote, reprend la gestion de l'équipe et développe une solide relation de travail avec BRM à la fin des années 1960. Le Reg Parnell Racing ferme définitivement ses portes lorsque Tim Parnell part travailler chez BRM en 1970.

## Résultats en championnat du monde de Formule 1
| Saison | Écurie                            | Châssis                         | Moteur                                                        | Pneus          | GP disputés | Podiums | Points inscrits | Classement |
| ------ | --------------------------------- | ------------------------------- | ------------------------------------------------------------- | -------------- | ----------- | ------- | --------------- | ---------- |
| 1950   | SA Alfa Romeo Scuderia Ambrosiana | Alfa Romeo 158 Maserati 4CLT/48 | Alfa Romeo 8 en ligne compressé Maserati 4 en ligne compressé | Pirelli Dunlop | 2           | 1       | 4               | 9e         |
| 1951   | GA Vandervell BRM                 | Ferrari 375 tw BRM P15          | Ferrari V12 BRM V16 compressé                                 | Pirelli Dunlop | 2           | 0       | 5               | 10e        |
| 1952   | AHM Bryde                         | Cooper T20                      | Ferrari V12 Bristol 6 en ligne                                | Dunlop         | 1           | 0       | 0               | Nc.        |
| 1954   | Scuderia Ambrosiana               | Ferrari 500                     | Ferrari 4 en ligne                                            | Avon           | 1           | 0       | 0               | Nc.        |

## Victoires notables
- Grand Prix automobile d'hiver de Suède: 1947 (ERA-A);
- Grand Prix de Stockholm: 1947 (ERA-A);
- Trophée de Goodwood: 1948 et 1949 (Maserati 4CL), 1950 (BRM);
- BRDC International Trophy: 1951 (Ferrari 375 F1);
- Grand Prix d'Écosse: 1951 (Ferrari 375 F1);
- British Empire Trophy: 1953 (Aston Martin DB3S);
- 9 Heures de Goodwood: 1953 (Aston Martin DB3S);
- Silverstone International: 1955 (Aston Martin DB3S);
- Grand Prix de Nouvelle-Zélande: 1957 (Ferrari 555/860).

## Résultats aux 24 heures du Mans
| Année | Châssis               | Écurie                    | Coéquipier           | Résultat |
| ----- | --------------------- | ------------------------- | -------------------- | -------- |
| 1950  | Aston Martin DB2      | Aston Martin Cars Ltd.    | Charles Brackenburry | 6e       |
| 1951  | Aston Martin DB2      | Aston Martin Cars Ltd.    | David Hampshire      | 7e       |
| 1952  | Aston Martin DB3      | Aston Martin Cars Ltd.    | Eric Thompson        | Abandon  |
| 1953  | Aston Martin DB3S     | Aston Martin Cars Ltd.    | Peter Collins        | Abandon  |
| 1954  | Aston Martin DB3S     | David Brown               | Roy Salvadori        | Abandon  |
| 1955  | Lagonda DP 166        | Aston Martin Lagonda Ltd. | Dennis Poore         | Abandon  |
| 1956  | Aston Martin DBR1/250 | Aston Martin Cars Ltd.    | Tony Brooks          | Abandon  |